# Federico Bikoro
Frédéric Bikoro Akieme Nchama (ur. 17 marca 1996 w Ebolowa) – gwinejski piłkarz występujący na pozycji napastnika w Lorce.